# リヤード・アル＝アスアド
リヤード・ムーサ・アル＝アスアド (アラビア語：رياض موسى الأسعد、英語：Riad Mousa al-Asaad、1961年2月2日 - )は、シリアの反政府組織、自由シリア軍の創設者である。

## 経歴

### 自由シリア軍の創設
元々アスアドはシリア軍に所属していたが、シリア政府が反政府デモを弾圧し始めたことに不満を持ち、シリア軍を離反した。そうして、アスアドは有志と共に反政府組織である自由シリア軍を創設した。アスアドは「アサド政権が倒れるまで攻撃をやめない」と述べ、「解放」と称しシリア国内でシリア軍との戦闘を始めた。これがシリア内戦の始まりとも言える。

### 暗殺未遂
しかし、それ故にアスアドは命を狙われ始め、結果として2013年3月25日早朝にアスアドの近くでアスアドの車が爆発した。アスアドの命は無事だったが、アスアドは片足を失い、アスアドは耐えられず「死にたい」と叫んでいたという。

### シリア救国政府
その後アスアドはシリア救国政府に所属していると思われ、シリア救国政府の会議にも参加している。